# Висока пословно техничка школа Добој
Висока пословно техничка школа Добој је основана 2010. године као приватна високошколска установа у Добоју.
Висока пословно техничка школа Добој је приватна високошколска установа. Налази се у Добоју, улица Озренских српских бригада 5А.

## Историјат[1]
Регистрована је у складу са Законом о високом образовању Републике Српске. У судски регистар Основног суда у Добоју је уписана под бројем 60-0-РЕГ10-000212 од 08.07.2010. године. Министарсво просвјете и културе РС је издало 30.08.2010.године Увјерење о исуњености услова за почетак рада под бројем 07.023/612-400-1/10, а Дозволу за извођење студијских програма Пословна економија 180 ЕЦТС и Технички менаџмент 180 ЕЦТС Министарство просвјете и културе РС је издало 02.09.2010.године. Дозволу за извођење студијског програма Безбједносни менаџмент 180 ЕЦТС Министарство просвјете и културе РС је издало 14.07.2011.године. Дозволу за извођење студијских програма Технички менаџмент-240 ЕЦТС бодова и Пословна економија-240 ЕЦТС бодова као и за иновирани студијски програм Технички менаџмент 180 ЕЦТС бодова Министарство просвјете и културе РС је издало 24.07.2013. године. Дозволу за извођење студијског програма Безбједносни менаџмент- 240 ЕЦТС бодова Министарство просвјете и културе РС је издало 16.09.2013.године. Дозволу за извођење студијског програма Рачунарство и информатика Министарство просвјете и културе РС је издало 30.09.2014. године. Рјешење и Увјерење о акредитацији Агенција за акредитацију високошколских установа Републике Српске је издала 04.10.2017. године, са роком важења пет година.

## Студијски програми[2]
Висока пословно техничка школа Добој организује први циклус академских студија у трајању од три и четири године.
Наставни процес је усмјерен према студенту, модерно конципиран по узору на најбоље свјетске високошколске установе. Примјењује се менторски систем рада, професори су путем е-маила и/ или телефона стално доступни студентима за све врсте консултација, питања и сугестија.
За школску 2024/25 годину предвиђени су следећи студијски програми:
- Пословна економија 180 и 240 ЕЦТС бодова
- Технички менаџмент 180 и 240 ЕЦТС бодова
- Безбједносни менаџмент 180 и 240 ЕЦТС бодова
- Рачунарство и информатика 240 ЕЦТС бодова.

Студијски програми се изводе у трајању од три и четири године, односно 6 и 8 семестара. Наставни предмети на свим студијском програмима су једносеместрални.
Лицу које заврши први циклус основних академских студија (Бечлор степен), 180 или 240 ЕЦТС бодова, Школа издаје диплому и то лице стиче високу стручну спрему.
Стручни назив који се стиче је:
- Дипломирани економиста - 180 ЕЦТС бодова
- Дипломирани економиста - 240 ЕЦТС бодова
- Дипломирани инжењер машинства за организацију производње - 180 ЕЦТС бодова
- Дипломирани инжењер машинства за организацију производње - 240 ЕЦТС бодова
- Дипломирани менаџер безбједности- 180 ЕЦТС бодова
- Дипломирани менаџер безбједности- 240 ЕЦТС бодова
- Дипломирани инжењер рачунарства и информатике - 240 ЕЦТС бодова.